# Peromyia paliformia
Peromyia paliformia är en tvåvingeart som beskrevs av Berest 1994. Peromyia paliformia ingår i släktet Peromyia och familjen gallmyggor. Inga underarter finns listade i Catalogue of Life.